# Zalesie (gromada w powiecie sokólskim)
Zalesie – dawna gromada, czyli najmniejsza jednostka podziału terytorialnego Polskiej Rzeczypospolitej Ludowej w latach 1954–1972.
Gromady, z gromadzkimi radami narodowymi (GRN) jako organami władzy najniższego stopnia na wsi, funkcjonowały od reformy reorganizującej administrację wiejską przeprowadzonej jesienią 1954 do momentu ich zniesienia z dniem 1 stycznia 1973, tym samym wypierając organizację gminną w latach 1954–1972.
Gromadę Zalesie z siedzibą GRN w Zalesiu utworzono – jako jedną z 8759 gromad – w powiecie sokólskim w woj. białostockim, na mocy uchwały nr 22/V WRN w Białymstoku z dnia 4 października 1954. W skład jednostki weszły obszary dotychczasowych gromad Zalesie, Bieniasze, Ogrodniki, Długosielce i miejscowość Staworowo wieś z dotychczasowej gromady Staworowo ze zniesionej gminy Zalesie oraz obszar dotychczasowej gromady Bierniki ze zniesionej gminy Nowy Dwór w tymże powiecie. Dla gromady ustalono 13 członków gromadzkiej rady narodowej.
1 stycznia 1958 do gromady Zalesie przyłączono część obszaru zniesionej gromady Wołyńce (wsie Pohorany i Milenkowce, kolonię Olchowniki, kolonię Krzysztoforowo, kolonię Sterpejki, kolonię Zajzdra i PGR Krzysztoforowo).
31 grudnia 1959 do gromady Zalesie przyłączono wsie Cimanie, Łowczyki, Litwinki, Achrymowce, Mieleszkowce Pawłowickie i Mieleszkowce Zalesiańskie oraz kolonię Pawłówicze ze zniesionej gromady Achrymowce.
1 stycznia 1972 do gromady Zalesie przyłączono część gruntów Państwowego Funduszu Ziemi o powierzchni 225,54 (działki 912, 913 i 1494) oraz część gruntów Nadleśnictwa Kumiałka o powierzchni 36,28 ha (działki 1492 i 1493) z gromady Nowy Dwór w powiecie dąbrowskim.
Gromada przetrwała do końca 1972 roku, czyli do kolejnej reformy gminnej. 